# Jade Laroche
Jade Laroche (Rouen, 8 de setembro de 1989) é uma ex-atriz pornográfica, stripper e atualmente modelo e DJ francesa.

## Biografia
Filha de um ex-militar, Jade Laroche começou a trabalhar como stripper em Bordeaux. Com 19 anos participou de uma competição patrocinada pelo site porntour.fr, onde consquistou o prêmio. Com a repercussão da vitória no concurso, ela foi apresentada ao diretor de filmes pornográficos Fred Coppula, que a convidou para aparecer na capa da revista Chobix.
Em 2010, ela faz uma participação no videoclipe da canção "Other City" do DJ francês Tom Snare, que foi lançado em abril daquele ano.
Ela deixa a indústria pornô em 2011, para lançar uma carreira como DJ.

## Prêmios
- 2010: Venus Award – Best Newcomer International[3]

## Filmografia selecionada
- Secrétaire de luxe, 2011 (com Aleska Diamond, Cindy Dollar, Kristine Crystalis, Alex., Ian Scott)
- Mademoiselle de Paris, 2010 (com Suzie Carina, Jessica Fiorentino, Nina Roberts, Ian Scott, Claire Castel, Anna Polina)
- Une mère et une fille de Paul Thomas, 2010 (com Bobbi Starr, Julia Ann, Kristina Rose, Dana DeArmond, Tarra White, Chayse Evans)
- Jade - Pornochic 19 de Hervé Bodilis (Marc Dorcel) (com Suzie Carina, Christina Jolie)
- Jade Laroche : Anal Party de Hervé Bodilis (Marc Dorcel) 2009
- Story of Jade Laroche de Hervé Bodilis (Marc Dorcel), 2009
- L'été de mes 19 ans (Diary of My 19) de Hervé Bodilis (Marc Dorcel), 2009	(com Defrancesca Gallardo, Sabrina Blond, Mia Vendome, Tarra White)
- www.porntour.fr de Enola Sugar com Morgane Laffite, 2009